# Deja Vu (bài hát của Olivia Rodrigo)
"Deja Vu" là một bài hát của ca sĩ kiêm nhạc sĩ người Mỹ Olivia Rodrigo. Bài hát được phát hành bởi Geffen và Interscope Records vào ngày 1 tháng 4 năm 2021, là đĩa đơn thứ hai trong album phòng thu đầu tay Sour của Rodrigo. Bài hát đã được công bố trên trang web và các tài khoản mạng xã hội của cô vào ngày 29 tháng 3 năm 2021. Bài hát đóng vai trò là phần tiếp theo cho đĩa đơn đầu tay của cô "Drivers License" mang lại thành công trên toàn cầu.
Là một bài hát thể loại psychedelic pop, pop rock, art pop và indie pop, "Deja Vu" viết về những câu hỏi mà Rodrigo đặt cho người yêu cũ. Anh ta đang theo đuổi một mối quan hệ khác và gặp ảo giác déjà vu, anh cư xử với người yêu mới như cách đã làm với Rodrigo. Bài hát đã nhận được sự hoan nghênh của giới phê bình khi phát hành. Video âm nhạc đi kèm lấy bối cảnh ở Malibu, California, ghi lại cảnh bạn gái mới của anh ta bắt chước tất cả phong cách và thói quen của Rodrigo.
"Deja Vu" lần đầu tiên ra mắt ở vị trí thứ 8 trên Bảng xếp hạng Billboard Hot 100 ở Mỹ, đánh dấu đĩa đơn thứ hai liên tiếp của Sour lọt vào top 10 của bảng xếp hạng sau "Drivers License", Rodrigo cũng trở thành nghệ sĩ đầu tiên trong lịch sử ra mắt hai đĩa đơn đầu tay lọt vào top 10 của Hot 100. Bài hát nhanh chóng vươn lên vị trí thứ 3 trên bảng xếp hạng sau khi phát hành album Sour, trở thành đĩa đơn thứ ba của cô. Ở những thị trường khác, đĩa đơn đã lọt vào top 10 ở Úc, Canada, Ireland, Latvia, Malaysia, New Zealand, Singapore, Slovakia và Vương quốc Anh.